# Gorontalo (Stadt)
Kota Gorontalo ist die Hauptstadt der Provinz Gorontalo auf Sulawesi in Indonesien.

## Grenzpunkte
Die Stadt Gorontalo liegt nördlich des Äquators und hat folgende äußere Grenzpunkte:
| Richtung | Kode            | Kec.         | Kelurahan         | Koordinaten         |
| -------- | --------------- | ------------ | ----------------- | ------------------- |
| N        | 75.71.07.100300 | Sipatana     | Bulotadaa Barat00 | 00°35′24,47″ s. Br. |
| O        | 75.71.08.1002   | Dumbo Raya00 | Leato Selatan     | 123°05′59,78″ ö. L. |
| S        | 75.71.08.1002   | Dumbo Raya00 | Leato Selatan     | 00°28′46,85″ s. Br. |
| W        | 75.71.01.1001   | Kota Barat   | Dembe I           | 122°59′42,13″ ö. L. |

## Verwaltungsgliederung
Die Stadt untersteht als Verwaltungseinheit der 2. Ebene administrativ direkt der Provinz und ist seit März 2011 in neun Distrikte (Kecamatan) unterteilt. Eine weitere Unterteilung erfolgt in Rukun Warga (RW, 2 bis 6 je Kelurahan) und Rukun Tetangga (RT, 4 bis 15 pro Kelurahan).

Die Lage der Kecamatan in der Stadt

Grenzen der Kecumatan und der Kelurahan

| Code 1)  | Kecamatan Distrikt | Ibukota Verwaltungssitz | Fläche (km²) | Einw. Zensus 2010 2) | Volkszählung 2020 3) | Volkszählung 2020 3) | Volkszählung 2020 3) | Anzahl der Kelurahan | Anzahl der RW/RT 6) |
| Code 1)  | Kecamatan Distrikt | Ibukota Verwaltungssitz | Fläche (km²) | Einw. Zensus 2010 2) | Einw. 3)             | 0Dichte 4)0          | Sex Ratio 5)         | Anzahl der Kelurahan | Anzahl der RW/RT 6) |
| -------- | ------------------ | ----------------------- | ------------ | -------------------- | -------------------- | -------------------- | -------------------- | -------------------- | ------------------- |
| 75.71.01 | Kota Barat         | Buladu                  | 20,22        | 20.220               | 24.011               | 1.187,5              | 100,09               | 7                    | 22 / 44             |
| 75.71.02 | Kota Selatan       | Biawu                   | 2,83         | 35.988               | 20.287               | 7.168,6              | 96,50                | 5                    | 16 / 40             |
| 75.71.03 | Kota Utara         | Dolomo Selatan          | 8,08         | 33.149               | 20.692               | 2.560,9              | 99,90                | 6                    | 14 / 33             |
| 75.71.04 | Dungingi           | Huangobotu              | 4,70         | 21.568               | 25.439               | 5.412,6              | 99,01                | 5                    | 20 / 52             |
| 75.71.05 | Kota Timur         | Moodu                   | 5,36         | 42.155               | 26.691               | 4.979,7              | 97,30                | 6                    | 25 / 51             |
| 75.71.06 | Kota Tengah        | Pulubala                | 4,84         | 27.047               | 27.398               | 5.660,7              | 97,19                | 6                    | 25 / 66             |
| 75.71.07 | Sipatana           | Molosipat U             | 5,09         | –                    | 19.180               | 3.768,2              | 99,79                | 5                    | 12 / 28             |
| 75.71.08 | Dumboraya          | Talumolo                | 14,14        | –                    | 18.489               | 1.307,6              | 100,99               | 5                    | 18 / 38             |
| 75.71.09 | Hulonthalangi00    | Tenda                   | 14,33        | –                    | 16.352               | 1.141,1              | 100,81               | 5                    | 18 / 38             |
| 75.71    | Kota Gorontalo     | Kota Gorontalo          | 79,59        | 180.127              | 198.539              | 2.494,5              | 98,90                | 50                   | 170 / 390           |

### Soziale Daten 2020
| Merkmal                                                             | Kota Gorontalo | 0Prov. Gorontalo0 |
| ------------------------------------------------------------------- | -------------- | ----------------- |
| Bevölkerung unterhalb der Armutsgrenze (Tsd.)00                     | 12,460         | 185,020           |
| Anteil der „armen Bevölkerung“ (indonesisch Penduduk miskin) (%)000 | 5,590          | 15,220            |
| Arbeitslosenrate (%)                                                | 66,520         | 4,280             |
| Lebenserwartung bei der Geburt (Jahre)                              | 72,490         | 68,070            |
| HDI-Index                                                           | 77,130         | 68,680            |
| Analphabetenrate (in %, 15+ J.)                                     | 0,580          | 1,250             |
| Anteil der Altersgruppen                                            | 0Real0         | 00.Prozentual0    |
| Kinder (<15 J.)                                                     | 48.9480        | 24,65             |
| arbeitsfähige Bevölkerung (15–64 J.)                                | 138.1310       | 69,57             |
| Rentner und Pensionäre (>65 J.)                                     | 11.4600        | 05,77             |

## Bevölkerungsfortschreibung nach Geschlecht
| Jahr | Gesamt- Bevölkerung | Männer  | %     | Frauen  | %     | Sex Ratio 5) |
| 2013 | 190.555             | 94.911  | 49,81 | 95.644  | 50,19 | 99,23        |
| 2014 | 192.031             | 95.523  | 49,74 | 96.508  | 50,26 | 98,98        |
| 2015 | 193.898             | 96.404  | 49,72 | 97.494  | 50,28 | 98,88        |
| 2016 | 195.468             | 97.354  | 49,81 | 98.114  | 50,19 | 99,23        |
| 2017 | 197.613             | 98.367  | 49,78 | 99.246  | 50,22 | 99,11        |
| 2018 | 199.767             | 99.315  | 49,72 | 100.452 | 50,28 | 98,87        |
| 2019 | 200.558             | 99.721  | 49,72 | 100.837 | 50,28 | 98,89        |
| 2020 | 201.487             | 100.254 | 49,76 | 101.233 | 50,24 | 99,03        |
| 2021 | 201.728             | 100.415 | 49,78 | 101.313 | 50,22 | 99,11        |
| 2022 | 202.286             | 100.713 | 49,79 | 101.573 | 50,21 | 99,15        |
| 2023 | 204.444             | 101.836 | 49,81 | 102.608 | 50,19 | 99,25        |
| 2024 | 204.360             | 101.690 | 49,76 | 102.670 | 50,24 | 99,05        |

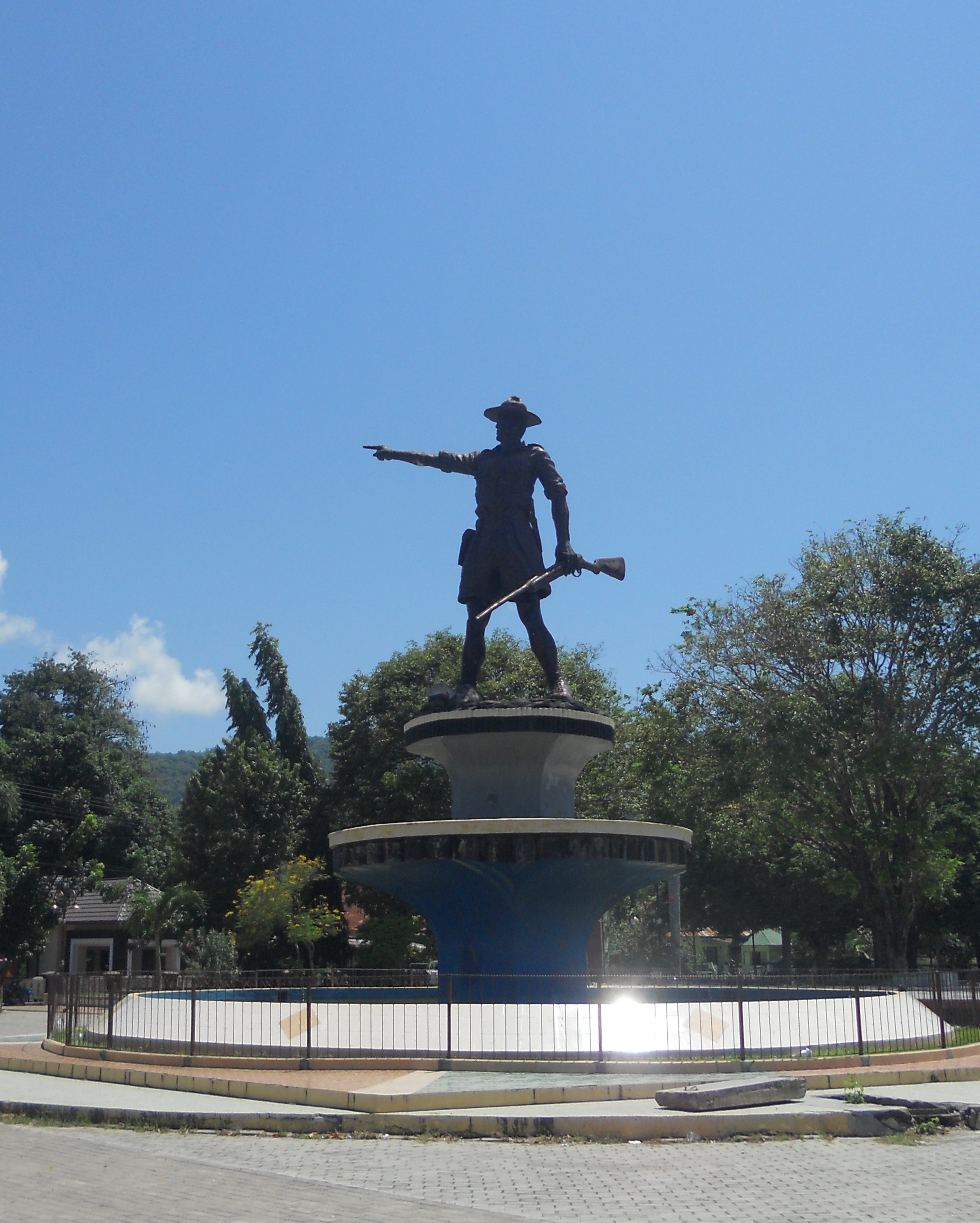
Denkmal des Politikers Nani Wartabone (1907–1986)

Die Tabelle gibt die durch die Zivilstandsbüros (Disdukcapil, indonesisch Dinas Kependudukan dan Pencatatan Sipil) veröffentlichten Fortschreibungsergebnisse zum Jahresende wieder. Ergänzt wurden die Daten für die Jahre 2013 bis 2015 durch Daten eine Tabelle auf der BPS-Regionalseite.

### Aktuelle Daten der Bevölkerungsfortschreibung

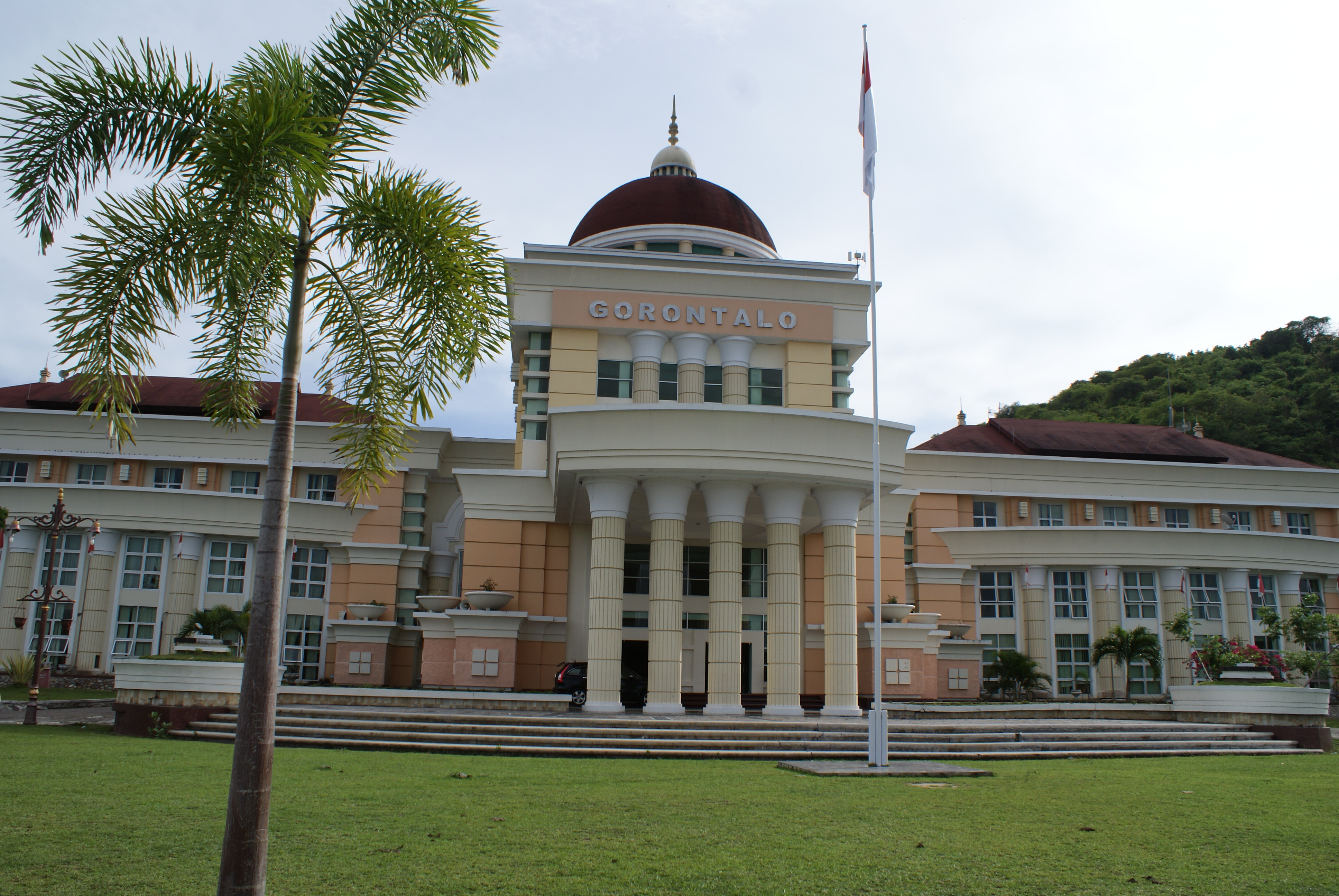
Das Gebäude des Gouverneurs der Provinz

Nachfolgende Tabelle gibt den Einwohnerstand nach Geschlecht zur Volkszählung 2020, zum Ende 2022 sowie zum Jahresende 2024 wieder. Beide letztere Daten resultieren aus den Ergebnissen der Fortschreibung durch die örtlichen Zivilstandsbüros (Disdukcapil, indonesisch Dinas Kependudukan dan Pencatatan Sipil).

| Kecamatan         | Volkszählungsergebnisse 2020 | Volkszählungsergebnisse 2020 | Volkszählungsergebnisse 2020 | Jahresendergebnis 2022 | Jahresendergebnis 2022 | Jahresendergebnis 2022 | Jahresendergebnis 2024 | Jahresendergebnis 2024 | Jahresendergebnis 2024 | Fläche (km²) | Dichte (Einw. / km²) | Sex Ratio (F*100 / M) |
| Kecamatan         | Insg.                        | männl.                       | weibl.                       | insg.                  | männl.                 | weibl.                 | Insg.                  | männl.                 | weibl.                 | Fläche (km²) | Dichte (Einw. / km²) | Sex Ratio (F*100 / M) |
| ----------------- | ---------------------------- | ---------------------------- | ---------------------------- | ---------------------- | ---------------------- | ---------------------- | ---------------------- | ---------------------- | ---------------------- | ------------ | -------------------- | --------------------- |
| Kota Barat        | 24.011                       | 12.009                       | 12.002                       | 24.733                 | 12.373                 | 12.360                 | 25.088                 | 12.566                 | 12.522                 | 11,75        | 2.134,60             | 100,35                |
| Dungingi          | 25.439                       | 12.656                       | 12.783                       | 26.378                 | 13.138                 | 13.240                 | 26.706                 | 13.246                 | 13.460                 | 4,40         | 6.065,41             | 98,41                 |
| Kota Selatan      | 20.287                       | 9.962                        | 10.325                       | 20.377                 | 10.054                 | 10.323                 | 20.387                 | 10.078                 | 10.309                 | 2,82         | 7.232,00             | 97,76                 |
| Kota Timur        | 26.691                       | 13.161                       | 13.530                       | 26.723                 | 13.300                 | 13.423                 | 26.791                 | 13.316                 | 13.475                 | 5,03         | 5.328,36             | 98,82                 |
| Hulonthalangi     | 16.352                       | 8.209                        | 8.143                        | 16.831                 | 8.387                  | 8.444                  | 16.913                 | 8.456                  | 8.457                  | 14,57        | 1.160,89             | 99,99                 |
| Dumbo Raya        | 18.489                       | 9.291                        | 9.198                        | 19.243                 | 9.676                  | 9.567                  | 19.594                 | 9.828                  | 9.766                  | 14,41        | 1.360,03             | 100,63                |
| Kota Utara        | 20.692                       | 10.340                       | 10.352                       | 21.057                 | 10.547                 | 10.510                 | 21.852                 | 10.930                 | 10.922                 | 8,40         | 2.601,74             | 100,07                |
| Kota Tengah       | 27.398                       | 13.504                       | 13.894                       | 27.286                 | 13.428                 | 13.858                 | 27.321                 | 13.471                 | 13.850                 | 4,86         | 5.625,08             | 97,26                 |
| Sipatana          | 19.180                       | 9.581                        | 9.599                        | 19.658                 | 9.810                  | 9.848                  | 19.708                 | 9.799                  | 9.909                  | 4,70         | 4.194,98             | 98,89                 |
| Kota Gorontalo000 | 198.539                      | 98.713                       | 99.826                       | 202.286                | 100.713                | 101.573                | 204.360                | 101.690                | 102.670                | 70,93        | 2.881,03             | 99,05                 |

## Persönlichkeiten
- Rosemarie Trautmann (* 1929), deutsche Metallgestalterin